# アラン・メールランド
アラン・メールランド（フランス語:  Alain Mailland 、1959年 - ）はコートジボワール出身、フランス在住の木彫り彫刻家。海洋生物や花のような木彫り作品で知られている。
フランスセルジー・ポントワーズの美術学校で学んだ後、大工の仕事に就き木材旋盤工になる。

## 作品
1990年代の初め頃から木材を旋盤で加工した木彫り作品を発表し始める。作品はヨーロッパやアメリカの美術館で展示されている。

## 参照資料
1. ↑  “MY BIO”.   Alain Mailland公式サイト. 2020年1月29日閲覧。
2. ↑  “The Best of Wood Sculpture Art: Alain Mailland”.   covetfoundation.com. 2020年1月29日閲覧。